# Новотарски, Казимир
Казими́р Новота́рски (фр. Casimir Nowotarski; 26 ноября 1932, Виттельсайм — 16 октября 2024, Lugrin) — французский футболист и футбольный тренер, играл на позиции нападающего.

## Биография

### Игровая карьера
По происхождению поляк. Новотарски начинал карьеру в клубе «Виттельсем», в котором отыграл два сезона. В 1953 году перешёл в «Гавр», за который играл один сезон. В 1954 году перешёл в «Бордо», в составе которого играл два сезона. Всего за «жирондинцев» сыграл 63 матча и забил 8 голов.
В 1956 году Новотарски перешёл в «Лилль», за который играл как и в Лиге 1, так и в Лиге 2. Всего за «догов» сыграл более 150 матчей и помимо этого был капитаном «Лилля». В 1960 году перешёл в «Страсбур», за который отыграл один сезон. В 1961 году перешёл в «Расинг» из Безансона. Завершил карьеру в 1963 году.

### Тренерская карьера
С 1971 по 1973 год работал главным тренером «Страсбура».
В июне 1974 года Новотарски был назначен главным тренером «Гёньона» и проработал с «кузнецами» в течение двенадцати сезонов. В 1976 году был назван лучшим тренером Лиги 2 по версии «France Football». В сезоне 1976/77 «Гёньон» показал серию без поражений из 19 матчей. В качестве главного тренера «Гёньона» проработал 460 матчей.

### Смерть
Скончался 16 октября 2024 года в возрасте 91 года.